# Trupanea diluta
Trupanea diluta är en tvåvingeart som först beskrevs av Günther Enderlein 1911.  Trupanea diluta ingår i släktet Trupanea och familjen borrflugor. Inga underarter finns listade i Catalogue of Life.